# Terence Crawford
Pour les articles homonymes, voir Crawford.
Terence Crawford est un boxeur américain né le 28 septembre 1987 à Omaha, Nebraska. Il est le premier boxeur champion du monde professionnel unifié (WBA, WBC, IBF et WBO) dans deux catégories de poids différentes : super-légers et welters.

## Carrière
Passé professionnel en 2008, il devient champion du monde des poids légers le 1er mars 2014 après avoir battu aux points à Glasgow l'Écossais Ricky Burns. Il défend sa ceinture le 29 juin en battant Yuriorkis Gamboa par KO au 9e round, après l'avoir envoyé à terre 4 fois, puis Raymundo Beltran aux points le 29 novembre 2014. 
Crawford laisse alors son titre vacant et s'empare de la ceinture WBO des super-légers (également vacante) en battant Thomas Dulorme par arrêt de l'arbitre au 6e round le 18 avril 2015. Il conserve son titre le 24 octobre 2015 en s'imposant par arrêt de l'arbitre au 10e round face à Dierry Jean, puis le 27 février 2016 par arrêt de l'arbitre au 5e round contre Henry Lundy. Il remporte ensuite le combat de réunification des ceintures WBC et WBO le 23 juillet 2016 en dominant aux points l'Ukrainien Viktor Postol, titres qu'il conserve le 10 décembre 2016 en battant par arrêt de l'arbitre au 8e round John Molina Jr, puis le 20 mai 2017 contre Felix Diaz par abandon à l'issue du 10e round.
Le 19 août 2017, il devient le premier boxeur de la catégorie super-légers à réunifier les quatre principales ceintures internationales en battant par KO au 3e round Julius Indongo, tenant des titres WBA & IBF,. À la suite de ce combat, Crawford décide de poursuivre sa carrière en poids welters et laisse ses ceintures vacantes officiellement le 26 octobre 2017. Il remporte le titre WBO le 9 juin 2018 aux dépens de l'australien Jeff Horn par arrêt de l’arbitre au 9e round, titre qu'il conserve le 13 octobre 2018 en battant par arrêt de l'arbitre au 12e round Jose Benavidez puis le 20 avril 2019 aux dépens d’Amir Khan qu'il bat par arrêt de l’arbitre au 6e round.
Toujours invaincu, Crawford bat par arrêt de l’arbitre au 9e round Egidijus Kavaliauskas le 14 décembre 2019 et au 4e round Kell Brook le 14 novembre 2020. Il conserve ensuite sa ceinture WBO aux dépens de Shawn Porter le 20 novembre 2021 par arrêt de l’arbitre au 10e round puis le 10 décembre 2022 contre David Avanesyan par KO au 6e round.
Le 29 juillet 2023, il bat par arrêt de l'arbitre Errol Spence Jr. au 9e round et devient à cette occasion champion du monde unifié des poids welters en ajoutant à la ceinture WBO, les ceintures WBA, WBC et IBF de son adversaire. Après ce nouveau succès, il renonce à défendre ces ceintures préférant à nouveau monter de catégorie de poids. Ainsi, le 3 août 2024, Crawford s'empare du titre WBA des poids super-welters aux dépens d'Israil Madrimov aux points par décision unanime.